# Conus brunneus
Espèce
Statut de conservation UICN

 LC  : Préoccupation mineure
Conus brunneus est une espèce de mollusques gastéropodes marins de la famille des Conidae.
Comme toutes les espèces du genre Conus, ces escargots sont prédateurs et venimeux. Ils sont capables de « piquer » les humains et doivent donc être manipulés avec précaution, voire pas du tout.

## Description
La taille de la coquille varie entre 16 mm et 65 mm. La spire courte est conique et tuberculée. La couleur de la coquille est marron, lignée de chocolat, avec parfois des maculations blanches longitudinales formant une large bande centrale interrompue, et quelques maculations supplémentaires sur d'autres parties de la surface. La base de la coquille est striée de façon subgranulaire. 

## Distribution
Cette espèce est présente dans l'océan Pacifique au large du sud-ouest de la péninsule de Basse-Californie, du Mexique jusqu'à l'Équateur ; et au large des îles Galápagos.

### Niveau de risque d’extinction de l’espèce
Selon l'analyse de l'UICN réalisée en 2011 pour la définition du niveau de risque d'extinction, cette espèce est présente depuis le Golfe de Californie, et Baja Califonia, Mexique jusqu'à l'Equateur, les îles Galapagos, les îles Revillagigedo, l'île Clipperton et les îles Cocos. Il n'y a pas de menaces connues. Cette espèce est une préoccupation mineure.

## Taxonomie

### Publication originale
L'espèce Conus brunneus a été décrite pour la première fois en 1828 par le zoologiste et entomologiste anglais William Wood (d) (1774-1857) dans la publication intitulée « Supplement to the Index Testaceologicus »,.

### Synonymes
- Conus (Stephanoconus) brunneus W. Wood, 1828 · appellation alternative
- Conus interruptus W. Wood, 1828 · non accepté
- Stephanoconus brunneus (W. Wood, 1828) · non accepté

### Sous-espèces
- Conus brunneus var. pemphigus Dall, 1910, accepté en tant que Conus chaldaeus (Röding, 1798)

## Identifiants taxonomiques
Chaque taxon catalogué par les bases de données biologiques et taxonomiques possède un identifiant qui permet d'établir un point de référence. Les identifiants de Conus brunneus dans les principales bases sont les suivants :
BOLD : 507539 - CoL : XX3C - GBIF : 5193167 - iNaturalist : 254774 - IRMNG : 11307405 - NCBI : 609842 - SeaLifeBase : 75327 - TAXREF : 6327 - UICN : 192449 - WoRMS : 426424 - ZOBODAT : 120412